# Posiadały
Posiadały (prononciation : [pɔɕaˈdawɨ]) est un village polonais de la gmina de Cegłów dans le powiat de Mińsk de la voïvodie de Mazovie dans le centre-est de la Pologne.
Il se situe à environ 14 kilomètres au sud-est de Mińsk Mazowiecki (siège du powiat) et à 51 kilomètres à l'est de Varsovie (capitale de la Pologne).
Le village compte approximativement une population de 350 habitants en 2006.

## Histoire
De 1975 à 1998, le village appartenait administrativement à la voïvodie de Siedlce.